# Tervasaaret (ö i Mellersta Finland, Jyväskylä, lat 61,91, long 25,63)
Tervasaaret är en ö i Finland. Den ligger i sjön Päijänne och i kommunen Jyväskylä i den ekonomiska regionen  Jyväskylä ekonomiska region  och landskapet Mellersta Finland, i den södra delen av landet, 200 km norr om huvudstaden Helsingfors. Öns area är 0,2 hektar och dess största längd är 60 meter i nord-sydlig riktning.  Notera att namnet antyder att det är fråga om flera öar.